# Georges de Brébeuf
Pour les articles homonymes, voir Brébeuf.
Georges de Brébeuf, né dans la Manche en 1617 et mort à Venoix (aujourd'hui quartier de Caen) en 1661, est un poète français, neveu de Jean de Brébeuf.
Vers 1641, il devint le précepteur du jeune marquis et futur maréchal Bernardin Gigault de Bellefonds (1630-1694).
Événement littéraire, sa traduction de la Pharsale de Lucain fut saluée par Corneille. Boileau, en revanche, la ridiculisa dans son Art poétique avant de lui reconnaître certaines qualités dans ses épigrammes : « Malgré son fatras obscur, souvent Brébeuf étincelle » (extrait d'un dictionnaire de 1876, qui en outre le dit né à Torigni-sur-Vire).

## Conjectures sur sa naissance et sa famille
Divers écrits, notes d’érudits plus ou moins sélectives, chacune visiblement incomplète, provenant certaines des Archives de la Manche, du Calvados, d’autres des Archives et de la Bibliothèque nationale donnent leur éclairage. Et R. Harmand, qui utilise la plupart de ces sources pour son essai en 1897 sur Georges de Brébeuf, et qui précise tout d’abord que, parmi ses biographes, « les uns l’appellent Georges et les autres Guillaume ».
Est-il vraiment né à Torigni-sur-Vire (anciennement Thorigny) ou Sainte-Suzanne-sur-Vire, paroisse où étaient nombreux les Brébeuf ? Sujet de discussion qui n’a jamais fini.
Le père du poète était avocat à Thorigny d’après un document de 1622 (A. D. Saint-Lô), et la ratification de son traité de mariage y eut lieu le 29 janv. 1616 (A. N.) – longtemps après le mariage, c’était très fréquent. Cela suffit-il pour dire qu’il demeurait à Thorigny et que son fils Georges y est né, même si d'autres actes relatifs aux Brébeuf y ont eu lieu ? Impossible pour R. Harmand de le vérifier, car les registres ne commencent qu’à la fin du XVIIIe siècle. R. Harmand s’est alors penché sur les notes de M. Lepingard (Société d’Archéologie de Saint-Lô) qui provenaient de recherches sur les communes voisines. Figurent en particulier de nombreux Brébeuf dans les registres paroissiaux de Sainte-Suzanne-sur-Vire :
Baptêmes : 12 mars 1618, Jean de Brébeuf, fils de Robert et de Marguerite Lecarpentier – 17 déc. 1620, Geneviève, fille des mêmes (autre source : Marguerite de la Vernissière), les notes indiquent Jean, frère du poète et Geneviève, sans doute sa sœur sans en savoir plus – 8 août 1624, Joachim, fils de Robert et Marguerite de la Vernissière (dans copies de Lepingard) – antérieurement, 16 août 1616, Georges de Brébeuf, fils de Georges et de Geneviève d’Emery (il apparaît donc comme un homonyme du poète).
D’autres copies : Robert s’est marié en 1ères noces avec Marguerite Lecarpentier, dont est issu Jean (12 mars 1618), et en 2des noces avec Marguerite de la Vernissière, dont est issue Geneviève (17 déc. 1620). Une généalogie (A. D. du Cdos, de la B. N.) qui ne s’intéresse qu’à la descendance masculine, attribue à Robert et Marguerite Lecarpentier les enfants Georges (avec le détail : Sr de La Boissets, l’auteur de la…), Jean, Joachim et un autre fils Gilles (sans dates et indication d'une 2de épouse), avec mariage en 1605 à Thorigny (mais le 20 nov. 1607 selon Lepingard).
Noter qu’il y a aussi Nicolas, fils de Robert, né le 23 juin 1630 (inhumé « le 23 juin 1691 à 61 ans le jour et le mois de sa naissance »), qui a été prieur-curé à Venoix, où le poète s’est retiré et y est décédé (Bibl. de Bayeux). D’autres sources authentiques conduisent à deux filles : Madeleine (mariée à Condé-sur-Vire en 1654) et Geneviève (mariée au même lieu en 1643) – sans nul doute, par recoupements, malgré des actes incomplets. Mais en fait deux Geneviève (cela arrive), l’une étant religieuse au cloître de l’Abbaye de Montivilliers (selon la mention figurant dans un ouvrage de 1949 sur Saint Jean de Brébeuf, oncle de la fratrie).
- Autre approche et éléments de réflexion : Robert de Brébeuf étant avocat au siège de Thorigny en 1622, il est probable qu’il y demeurait, dit-on. Mais à Sainte-Suzanne (du reste distante de deux lieues) trois enfants sont nés dans les mêmes années. Et Madeleine,  Geneviève, mariées à Condé, devaient avoir des attaches avec cette paroisse. Plus de registres à Condé de 1613 à 1639, mais un relevé de 1778 (avec juste les identités, sans les inhumations) et où manquent les années 1613 à 1616. Figurent les baptêmes d’un Gilles en 1627 et d’un Nicolas de Brébeuf en 1630 : sont-ils ceux dont les renseignements manquent ? Dans ces années-là, il n’y a que le mariage de Georges de Brébeuf en 1627 (d’une 2de branche Brébeuf cousine connue à Condé), et venant après le baptême de Gilles, à considérer. Suivent les baptêmes d’un Jean en 1628, d’un François de Brébeuf en 1638 (d’autres avant qui ont pu décéder jeunes, d’après ce qui suit), et celui de Marguerite en 1643 fille du mariage précédent (acte complet). Des Jean et François figurant comme fils de ce mariage dans la généalogie déjà citée (A. D. Cdos), font penser qu’il s’agit des précédents, donc non enfants de Robert. Georges introuvable, lacune du moment ? Le manoir seigneurial, en ruines, de la famille du poète (Sr de La Boissets) situé à Condé à La Boissais, village partagé avec Sainte-Suzanne, à la même distance des deux églises, constitue la dernière interrogation.

Les registres de cette époque à Sainte-Suzanne-sur-Vire ont aussi disparu. Nous devrions rejoindre G. Guillot (auteur de La Normandie monumentale et pittoresque) qui écrivait en 1899 qu’il n’osait « considérer la question comme tranchée ». Georges de Brébeuf est avant tout un poète du doyenné de  Torigni-sur-Vire, dont faisait partie Sainte-Suzanne-sur-Vire jusqu’en 1802, etc. Condé-sur-Vire aussi.
- Compléments qui convergent avec l'approche précédente.

Georges de BREBEUF a eu au moins 8 frères et sœurs, tous issus du même lit. Contrairement à ce qu'écrit Lepingard, son père ne s'est pas marié deux fois et il est hautement probable que Marguerite LE CARPENTIER et Marguerite de LA VERNISSIERE soient une seule et même personne. En effet, d'après un document des Archives de la Manche (5E 13130), Marguerite est la fille de Jean, sieur de la Moinerie et d'Arthure AVENEL, qui se remarie deux fois, avec Richard BUSNEL, sieur de la Vernissière, puis avec André LE CAMPION. Il est très possible que Marguerite ait pris le nom de la sieurie de son beau-père. D'ailleurs, le poète ne parle jamais de son frère Joachim, sieur de Balençon, comme son demi-frère... Sont issus du mariage de Robert de BREBEUF et de Marguerite LE CARPENTIER, outre Georges :
- Jean, sieur de la Valette, vicomte de Gavray, baptisé à Sainte-Suzanne-sur-Vire le 12.03.1618, marié à Julienne JULIEN, puis à Catherine FOUCHER, veuve de Gabriel AUVRAY.
- Geneviève, baptisée à Sainte-Suzanne-sur-Vire le 17.12.1620, elle épouse à Condé-sur-Vire le 15.02.1643 Michel DUPONT, puis Guillaume LECAUCHOIS, notaire royal, dont descendance à Gourfaleur (lors du mariage d'un des enfants de ce couple, Jean LECAUCHOIS, avec Catherine DUFOUR, le 12.02.1669 à Gourfaleur, sont présents, Jean de BREBEUF, sieur de la Vallette, Joachim de BREBEUF, sieur de Balençon, Gilles de BREBEUF, sieur des Vages, oncles de l'époux).
- Joachim, sieur de Balençon, baptisé le 08.08.1624 à Sainte-Suzanne-sur-Vire, marié à Catherine LE METAIS puis à Marie de LA PALUELLE, veuve de Gabriel de NEUFVILLE.
- Gilles, sieur des Vages, qui serait baptisé à Condé-sur-Vire en 1627 et qui se marie à Catherine TURGOT. Il se fixe dans l'Orne.
- Nicolas, baptisé le 23.06.1630, prieur à Venoix, c'est chez lui que le poète se retire avant de mourir.
- Dominique.
- Madeleine, elle épouse le 01.09.1654 à Condé-sur-Vire Eustache ROBERT.
- Marie-Madeleine, religieuse à l'abbaye de Montivilliers, elle y décède le 22.06.1691.

Quant au lieu de naissance de Georges, on se perd en conjectures, mais il est très probable qu'il soit né au manoir familial situé sur Condé-sur-Vire et à égale distance de Sainte-Suzanne-sur-Vire. Signalons que ce qui importait à l'époque n'était pas le lieu de naissance mais l'endroit du baptême. Or, on peut constater que les premières naissances sont enregistrées à Sainte-Suzanne. Plus tard les mariages se font à Condé, du moins ceux de Geneviève et Madeleine. Par ailleurs, Robert, étant avocat à Thorigny, on en a déduit qu'il y habitait et que son fils y était né... (extrait d'un manuscrit à paraître, fin de l'année sur la famille de Brébeuf, à partir de nombreuses sources notamment le chartrier de Brébeuf, issu du fonds Bosquet, non exploité à ce jour).

## Autres éléments de biographie
Georges de Brébeuf, « dans sa jeunesse, n’avait de goût que pour Horace » et « un de ses amis, qui n’aimait que Lucain, l’engagea à le traduire ». « Sa Pharsale, qu'il composa dans des accès d'une fièvre opiniâtre qui le tourmenta plus de vingt années, parut en 1658. La conversation de ses amis était le seul soulagement des longues maladies dont il fut affligé. Ses dernières années furent remplies par des exercices de piété. Il se retira à Venoix, village aujourd'hui incorporé à Caen, et y mourut en 1681 à 43 ans ». Dernière indication qui le fait mourir en... 1661 (des sources de référence récentes l’écrivent aussi), s’il est né en 1618 comme le précise un dictionnaire historique de 1779, qui ajoute « non à Rouen, mais à Torigni en Basse-Normandie », et qu’il « cultiva de bonne heure la poésie ». Auteur des Entretiens solitaires, des Éloges poétiques, des Épigrammes contre une femme fardée, d’un Recueil d’œuvres diverses et d’une Traduction du VIIe livre de l’Enéide.
Selon R. Harmand, Georges de Brébeuf est mort le 24 sept. 1661 (A. N.), une lettre du 1er oct. 1661 en fait  mention avec cet éloge : « Bref, c’était un de nos illustres, N’ayant encore que neuf lustres ». Ce qui signifie que Georges de Brébeuf avait donc environ 45 ans (1 lustre = 5 ans), et qui nous ramène à une naissance autour de 1617-18 (plutôt 1617, un frère étant né en 1618). L’imprécision des registres, leur manque de lisibilité, les relevés d’érudits non nécessairement exhaustifs, et des sources dépendantes les unes des autres contribuent toujours aux incertitudes.

## Œuvres
- Parodie du VIIe livre de L'Énéide, Paris, 1650.
- Lucain travesti, Rouen et Paris, 1656.
- Poésies diverses, Paris, 1658.
- Entretiens solitaires, Paris, 1660.
- Panégyrique de la paix, Paris, 1660.
- Éloges poétiques, Paris, 1661.
- Lettres, Paris, 1664.

## Sources bibliographiques
- Nouveau dictionnaire historique, Société de Gens-de-Lettres, Caen, G. Leroy, Imprimeur du Roi, MDCCLXXIX, tome 1er, p. 548, 549.
- Dictionnaire universel des littératures, Gustave Vapereau, Paris, Hachette, 1876, tome p. 322.
- Essai sur la vie et les œuvres de Georges de Brébeuf (1617 ?, 1661), René Harmand, Paris, 1897, p. 12, 13, 14, 17, 18, 448, 449, 453, 454.
- Notice sur les trois Brébeuf, Charles Marie, Société des Antiquaires de Normandie, 1875, p. 7, 112.
- L'Apôtre au cœur mangé, J. Robinne, 1949, p. 11, 12.
  - Archives départementales de la Manche.
- Lucain et la littérature de l'âge baroque en France, Jean-Claude Ternaux, Paris, Champion, 2000.